# Огулчак Арслан-хан
Огулчак Арслан-хан (д/н—958) — 3-й ябгу-каган Караханідської держави в 920—940 роках.

## Життєпис
Син Більге Кюль Кадир-хана. Після смерті останнього близько 893 року розділив владу зі старшим братом Базір Арслан-хан. Прийняв титул богра-хана (молодшого правителя).
Спочатку вів невдалу кампанію проти еміра Ісмаїла Самані. Потім підтримував невдоволених владою Саманідів в Мавераннахрі. Внаслідок цього в Кашгарі стала утворюватися мусульманська діаспора, основу якої спочатку складали знатні особи, згодом — торгівці.
У 920 році після смерті брата став повновладним правителем, прийнявши титул арслан-хана. Для зміцнення влади одружився з удовою брата. Проводив політику мирного існування з Саманідами. Основні зусилля були спрямовані на зміцнення влади в каганаті. Втручався у внутрішню боротьбу в Киргизькому каганаті. Водночас міста Караханідської держави перетворилися на важливі центри торгівлі. Наслідком цього стало економічне протистояння з Хотанською державою.
В місті Артуш Огулчак Арслан-хан дозволив звести мечеть. Разом з тим ревно дотримувався тенгріанства. В результаті вступив у конфлікт з небожем Сатук Богра-ханом, що навернувся на іслам. Останній також був невдоволений всевладдям стрийка. Тому у 940 році влаштував заколот, повалив Огулчак Арслан-хана, ставши новим володарем Караханідської держави.